# Marcos Baghdatis
Marcos Baghdatis (řecky Μάρκος Παγδατής (* 17. červen 1985 Limassol, Kypr) je současný profesionální kyperský tenista.
Jeho největším úspěchem je účast ve finále grandslamového turnaje Australian Open v roce 2006 a vítězství v turnaji China Open v témže roce.

## Finálová utkání na turnajích Grand Slamu

### Finalista (1)
| Rok  | Turnaj          | Vítěz         | Výsledek           |
| 2006 | Australian Open | Roger Federer | 5–7, 7–5, 6–0, 6–2 |

## Finálové účasti na turnajích ATP (9)

### Dvouhra - výhry (4)
| Legenda                                                  |
| ATP International Series / ATP World Tour 250 Series (4) |

| Č. | Datum          | Turnaj             | Povrch  | Soupeř ve finále | Výsledek       |
| 1. | 17. září 2006  | Peking, Čína       | tvrdý   | Mario Ančić      | 6-4, 6-0       |
| 2. | 4. únor 2007   | Záhřeb, Chorvatsko | koberec | Ivan Ljubičić    | 7-64, 4-6, 6-4 |
| 3. | 25. říjen 2009 | Stockholm, Švédsko | tvrdý   | Olivier Rochus   | 6-1, 7-5       |
| 4. | 16. leden 2010 | Sydney, Austrálie  | tvrdý   | Richard Gasquet  | 6-4, 7-62      |

### Dvouhra - prohry (5)
| Legenda                                                  |
| Grand Slam (1)                                           |
| ATP International Series / ATP World Tour 250 Series (3) |

| Č. | Datum           | Turnaj                     | Povrch  | Vítěz             | Výsledek             |
| 1. | 30. říjen 2005  | Basilej, Švýcarsko         | koberec | Fernando González | 6-710, 6-3, 7-5, 6-4 |
| 2. | 29. leden 2006  | Australian Open, Austrálie | tvrdý   | Roger Federer     | 5-7, 7-5, 6-0, 6-2   |
| 3. | 18. únor 2007   | Marseille, Francie         | tvrdý   | Gilles Simon      | 6-4, 7-63            |
| 4. | 17. červen 2007 | Halle, Německo             | tráva   | Tomáš Berdych     | 7-5, 6-4             |

### Čtyřhra – prohry (1)
| Legenda                                                  |
| ATP International Series / ATP World Tour 250 Series (1) |

| Č. | Datum         | Turnaj        | Povrch | Partner      | Soupeři ve finále                     | Výsledek |
| -- | ------------- | ------------- | ------ | ------------ | ------------------------------------- | -------- |
| 1. | 6. leden 2008 | Čennaj, Indie | tvrdý  | Marc Gicquel | Sanchai Ratiwatana Sonchat Ratiwatana | 6-4, 7-5 |

## Davisův pohár
Marcos Baghdatis se zúčastnil 31 zápasů v Davisově poháru  za tým Kypru s bilancí 36-3 ve dvouhře a 15-10 ve čtyřhře.

## Postavení na žebříčku ATP na konci sezóny

### Dvouhra
| Rok    | 2000  | 2001    | 2002    | 2003   | 2004   | 2005  | 2006  | 2007  | 2008   | 2009  |
| Pořadí | 1182. | ▼ 1379. | ▲ 1066. | ▲ 179. | ▲ 153. | ▲ 56. | ▲ 12. | ▼ 16. | ▼ 100. | ▲ 42. |

### Čtyřhra
| Rok    | 2001  | 2002    | 2003   | 2004   | 2005   | 2006   | 2007   | 2008   | 2009   |
| Pořadí | 1537. | ▲ 1361. | ▲ 493. | ▼ 628. | ▼ 807. | ▲ 390. | ▲ 106. | ▼ 289. | ▼ 837. |